# Història de la llengua anglesa
La història de la llengua anglesa s'origina a partir dels dialectes anglofrisons portats a la Gran Bretanya per tribus invasores germàniques des de diversos llocs del que actualment és el nord-oest d'Alemanya i els Països Baixos. Inicialment l'antic anglès Old English, era un grup de dialectes diversos que reflectia els orígens variats dels regnes anglosaxons d'Anglaterra. Un d'aquests dialectes el saxó occidental tardà, Late West Saxon, eventualment esdevingué el dominant.
L'original idioma anglès antic, Old English language, aleshores va ser influït per dues onades posteriors d'invasions: la primera per parlants de la branca escandinava de la família lingüística germànica, que conquerí i colonitzà part de la Gran Bretanya als segles VIII i IX; la segona per la conquesta normanda d'Anglaterra al segle xi, els invasors parlaven antic normand, Old Norman que finalment es va desenvolupar en la varietat d'anglès anomenat anglo-normand, Anglo-Norman language. Aquestes dues invasions van fer que la llengua anglesa fos "mesclada" en determinat grau.
La cohabitació amb els escandinaus va donar lloc a una significativa simplificació gramatical i un enriquiment del vocabulari dels llenguatges anglo-frisons nucli de l'anglès; l'ocupació normanda més tardana va donar lloc a empeltar dins del nucli germànic una capa més elaborada de paraules de les llengües romàniques (llengües basades en el llatí). La influència normanda va entrar a l'anglès en gran part a través de la cort, els tribunals i el govern. Així l'anglès es desenvolupà com un idioma de préstecs lingüístics de gran flexibilitat donant lloc a un vocabulari molt gran i variat.

## Proto-anglès
Els idiomes de les tribus germàniques originaren el llenguatge anglès els Anglis, saxons, frisis, Juts i potser també els francs, que comerciaven i lluitaven amb l'Imperi Romà de llengua llatina durant el llarg període d'expansió cap a l'oest dels pobles germànics. Moltes paraules llatines per a objectes comuns van entrar dins el lèxic d'aquests germànics abans d'entrar a la Gran Bretanya; per exemple camp, cheese, cook, fork, inch, kettle, kitchen, linen, mile, mill, mint (coin), noon, pillow, pin, pound, punt (boat), street i wall. Els romans també donaren a l'idioma anglès paraules que ells mateixos havien manllevat d'altres llengües: anchor, butter, chest, dish, sack' i wine.
La font principal per a conèixer la cultura dels pobles germànic és l'obra Germania de l'historiador romà Tàcit Algunes tropes germàniques com els saxons de la costa a les ordres de Roma serviren a la Britannia i sembla gairebé segur que els assentaments dels germànics a Britannia no es van intensificar fins a l'arribada dels mercenaris de la cinquena centúria descrit per Gildas. Segons la Crònica anglo-saxona, al voltant de l'any 449 el rei del britons invità la coalició dels anglis a ajudar-los contra els Pictes. A la tornada els anglis haurien rebut terres del sud d'Anglaterra i posteriorment s'establiria l'heptarquia (set regnes) tanmateix actualment es consideren aquestes teories com llegendàries i ja no s'accepta identificar les tribus amb els anglis, saxons i juts, especialment perquè l'idioma anglosaxó és més similar al frisi que als altres.

## Anglès antic

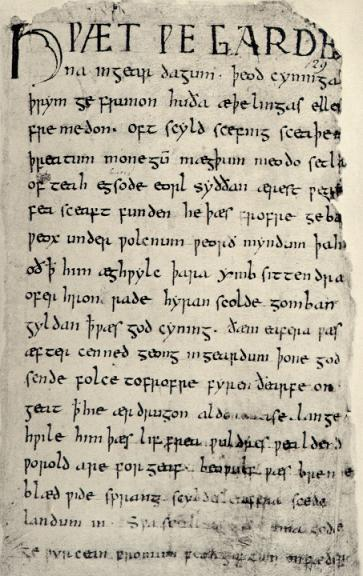
La primera pàgina del manuscrit de Beowulf

El llenguatge germànic desplaçà el llenguatge indígena britó en el que seria després Anglaterra. Els llenguatges celtes originals van romandre en parts d'Escòcia, Gal·les i Cornualla. Els dialectes parlats pels anglosaxons formen l'Antic Anglès o Old English. L'obra literària més famosa d'aquest període és un fragment del poema èpic "Beowulf" que sembla haver estat modificat substancialment posteriorment.
L'Antic anglès no sonava com l'actual angles i quasi tots els parlants autòctons troben l'Antic anglès ininteligible. Tanamateix prop d'un 50% de les paraules de l'anglès actual tenen les arrels lingüístiques en l'Antic Anglès. Les paraules be, strong and water, per exemple deriven de l'Old English; i molts dialectes no estàndards com Scottish English i Northumbrian English n'han retingut moltes característiques del vocabulari i la pronúncia. L'Old English va ser parlat només fins al segle xii o segle xiii.
Més tard l'anglès va ser fortament influït pel germànic septentrional en concret l'escandinau o Old Norse parlat pels vikings que envaïren i s'establiren principalment en el nord-est d'Anglaterra les arrels d'aquestes dialectes eren similars a l'Antic anglès però la gramàtica era més diferent.
Principalment en contacte amb Old English i Old Norse significà una simplificació morfològica de l'Old English incloent-hi la pèrdua del gènere gramatical i els casos lingüístics explícits (amb la notable excepció dels pronoms). Entre les paraules originàries de l'Antic escandinau (Old Norse) hi ha anger, bag, both, hit, law, leg, same, skill, sky, take, i moltes altres, possiblement fins i tot el pronom they.
Amb la introducció el cristianisme s'hi van afegir paraules llatines i algunes de gregues. El període de l'Old English formalment va acabar poc després de la conquesta normanda, quan el llenguatge va ésser influït en gran manera per l'idioma normand antic (Old Norman) que parlaven els normans. L'ús del terme "Anglosaxó" (Anglo-Saxon) per a descriure ls mescls de llengües i cultures és de formació relativament moderna. Segons Lois Fundis, "La primera citació referida al llenguatge vingué de l'època d'Elisabet I, d'un historiador anomenat Camden."

## Anglès mitjà
Durant uns 300 anys després de la conquesta normanda els reis normands i la seva cort parlaven en normand antic mentre que la gent del poble continuava parlant anglès. L'anglès mitjà va ser fortament influït tant per l'Anglo-Norman com més tard per l'Anglo-Francès.
Fins i tot amb el declivi de la llengua normanda el francès tingué l'estatus de llengua de prestigi i (junt amb el normand) tingué gran influència que encara es pot veure avui amb gran quantitat de paraules amb origen francès. La tendència de major formalitat quan es fan servir paraules d'origen normand continua actualment, així la majoria dels angloparlants actuals consideren que dir "a cordial reception" (del francès) és més formal que dir "a hearty welcome" (del germànic). Un altre exemple és la molt inusual construcció d'animals i la seva carn comestible, per exemple. beef i (del normand bœuf i porc essent en gremànic els animals corresponents 'cow' i 'pig'.
La majoria de la literatura d'aquest període es va fer en Old Norman o llatí. gran nombre de paraules entraren a l'Old English moltes d'elles amb doble forma llatina/germànica. La influència normanda va produir el que avui es coneix com a Middle English. També hi va haver influència celta en l'anglès amb la introducció de l'aspecte continu, una característica que es troba en molt idiomes però molt aviat desenvolupada en l'anglès. La pronunciació es va veure afectada pel normand amb els sons /θ/ i /ð/ transcrits com th'. L'escriptor més famós en Middle English va ser Geoffrey Chaucer i els seus Contes de canterbury The Canterbury Tales.
Les Provisions of Oxford, fetes el 1258, van ser el primer document governamental publicat des de la Conquesta normanda. Eduard III va ser el primer rei a adreçar-se en anglès al parlament anglès el 1362. Cap a final de segle fins i tot la cort reial s'havia passat a l'anglès i l'anglonormand quedava reduït a petits cercles però ja no era una llengua viva.

## Anglès modern primerenc
Amb l'anglès modern primerenc (Early Modern English) hi va haver la gran evolució vocàlica de l'anglès (Great Vowel Shift) cosa que va passar principalment al segle xv. L'anglès va ser estandarditzat a partir del dialecte de Londres i es va estendre pel govern i l'administració i pels efectes de la impremta. Cap al temps de f William Shakespeare (de meitat finals del segle xvi), el llenguatge ja es reconeix com anglès modern. El 1604 es va publicar el primer diccionari en anglès (Table Alphabeticall).
L'anglès continuà adoptant paraules estrangeres especialment del llatí i del grec des del Renaixement (Al segle xvii les paraules llatines eren usades sovint amb la declinació original però aquesta pràctica va acbar desapareixent). En haver tantes paraules d'origen estranger en anglès el risc de pronunciació equivocada és alt.

## Anglès modern
El 1755, Samuel Johnson publicà el primer diccionari anglès significatiu, (A Dictionary of the English Language).
La principal diferència entre el Early Modern English i el Late Modern English és de vocabulari. El Late Modern English té més paraules sorgides de dos factors: la Revolució Industrial i la tecnologia i l'Imperi Britànic que cobria una quarta part del món amb la qual cosa l'anglès adoptà paraules de molts països.

## Exemples de textos anglesos antics

### Old English
Beowulf línies 1 a 11, aproximadament 900 dC.
Hwæt! Wē Gār-Dena 	in geārdagum,
þēodcyninga, 	þrym gefrūnon,
hū ðā æþelingas 	ellen fremedon.
Oft Scyld Scēfing 	sceaþena þrēatum,
monegum mǣgþum, 	meodosetla oftēah,
egsode eorlas. 	Syððan ǣrest wearð
fēasceaft funden, 	hē þæs frōfre gebād,
wēox under wolcnum, 	weorðmyndum þāh,
oðþæt him ǣghwylc 	þāra ymbsittendra
ofer hronrāde 	hȳran scolde,
gomban gyldan. 	Þæt wæs gōd cyning!
Significa en anglès actual (traducció de Francis Gummere):

Lo, praise of the prowess of people-kings

of spear-armed Danes, in days long sped,

we have heard, and what honor the athelings won!

Oft Scyld the Scefing from squadroned foes,

from many a tribe, the mead-bench tore,

awing the earls. Since erst he lay

friendless, a foundling, fate repaid him:

for he waxed under welkin, in wealth he throve,

till before him the folk, both far and near,

who house by the whale-path, heard his mandate,

gave him gifts: a good king he!

Aquí un exemple de text en prosa, el començament de The Voyages of Ohthere and Wulfstan. El text complet es troba a The Voyages of Ohthere and Wulfstan, at Wikisource.

Ōhthere sǣde his hlāforde, Ælfrēde cyninge, ðæt hē ealra Norðmonna norþmest būde. Hē cwæð þæt hē būde on þǣm lande norþweardum wiþ þā Westsǣ. Hē sǣde þēah þæt þæt land sīe swīþe lang norþ þonan; ac hit is eal wēste, būton on fēawum stōwum styccemǣlum wīciað Finnas, on huntoðe on wintra, ond on sumera on fiscaþe be þǣre sǣ. Hē sǣde þæt hē æt sumum cirre wolde fandian hū longe þæt land norþryhte lǣge, oþþe hwæðer ǣnig mon be norðan þǣm wēstenne būde. Þā fōr hē norþryhte be þǣm lande: lēt him ealne weg þæt wēste land on ðæt stēorbord, ond þā wīdsǣ on ðæt bæcbord þrīe dagas. Þā wæs hē swā feor norþ swā þā hwælhuntan firrest faraþ. Þā fōr hē þā giet norþryhte swā feor swā hē meahte on þǣm ōþrum þrīm dagum gesiglau. Þā bēag þæt land, þǣr ēastryhte, oþþe sēo sǣ in on ðæt lond, hē nysse hwæðer, būton hē wisse ðæt hē ðǣr bād westanwindes ond hwōn norþan, ond siglde ðā ēast be lande swā swā hē meahte on fēower dagum gesiglan. Þā sceolde hē ðǣr bīdan ryhtnorþanwindes, for ðǣm þæt land bēag þǣr sūþryhte, oþþe sēo sǣ in on ðæt land, hē nysse hwæþer. Þā siglde hē þonan sūðryhte be lande swā swā hē meahte on fīf dagum gesiglan. Ðā læg þǣr ān micel ēa ūp on þæt land. Ðā cirdon hīe ūp in on ðā ēa for þǣm hīe ne dorston forþ bī þǣre ēa siglan for unfriþe; for þǣm ðæt land wæs eall gebūn on ōþre healfe þǣre ēas. Ne mētte hē ǣr nān gebūn land, siþþan hē from his āgnum hām fōr; ac him wæs ealne weg wēste land on þæt stēorbord, būtan fiscerum ond fugelerum ond huntum, ond þæt wǣron eall Finnas; ond him wæs āwīdsǣ on þæt bæcbord. Þā Boermas heafdon sīþe wel gebūd hira land: ac hīe ne dorston þǣr on cuman. Ac þāra Terfinna land wæs eal wēste, būton ðǣr huntan gewīcodon, oþþe fisceras, oþþe fugeleras.

Es pot traduir a l'anglès actual com:

Ohthere said to his lord, King Alfred, that he of all Norsemen lived north-most. He quoth that he lived in the land northward along the North Sea. He said though that the land was very long from there, but it is all wasteland, except that in a few places here and there Finns [i.e. sami] encamp, hunting in winter and in summer fishing by the sea. He said that at some time he wanted to find out how long the land lay northward or whether any man lived north of the wasteland. Then he traveled north by the land. All the way he kept the waste land on his starboard and the wide sea on his port three days. Then he was as far north as whale hunters furthest travel. Then he traveled still north as far as he might sail in another three days. Then the land bowed east (or the sea into the land — he did not know which). But he knew that he waited there for west winds (and somewhat north), and sailed east by the land so as he might sail in four days. Then he had to wait for due-north winds, because the land bowed south (or the sea into the land — he did not know which). Then he sailed from there south by the land so as he might sail in five days. Then a large river lay there up into the land. Then they turned up into the river, because they dared not sail forth past the river for hostility, because the land was all settled on the other side of the river. He had not encountered earlier any settled land since he travelled from his own home, but all the way waste land was on his starboard (except fishers, fowlers and hunters, who were all Finns). And the wide sea was always on his port. The Bjarmians have cultivated their land very well, but they did not dare go in there. But the Terfinn's land was all waste except where hunters encamped, or fishers or fowlers.

### Middle English
De The Canterbury Tales per Geoffrey Chaucer, Segle XIV

Whan that Aprill, with his shoures soote

The droghte of March hath perced to the roote

And bathed every veyne in swich licour,

Of which vertu engendred is the flour;

Whan Zephirus eek with his sweete breeth

Inspired hath in every holt and heeth

The tendre croppes, and the yonge sonne

Hath in the Ram his halfe cours yronne,

And smale foweles maken melodye,

That slepen al the nyght with open eye

(So priketh hem Nature in hir corages);

Thanne longen folk to goon on pilgrimages

Glossari:
- soote: sweet
- swich licour: such liquid
- Zephirus: the west wind
- eek: also (Dutch ook; en alemany auch)
- holt: wood (en alemany Holz)
- the Ram: Aries, the first sign of the Zodiac
- yronne: run
- priketh hem Nature: Nature pricks them
- hir corages: their hearts

De Paradise Lost per John Milton, 1667

Of man's first disobedience, and the fruit

Of that forbidden tree, whose mortal taste

Brought death into the world, and all our woe,

With loss of Eden, till one greater Man

Restore us, and regain the blissful seat,

Sing, Heavenly Muse, that on the secret top

Of Oreb, or of Sinai, didst inspire

That shepherd, who first taught the chosen seed,

In the beginning how the Heavens and Earth

Rose out of chaos: or if Sion hill

Delight thee more, and Siloa's brook that flowed

Fast by the oracle of God, I thence

Invoke thy aid to my adventurous song,

That with no middle Flight intends to soar

Above the Aonian mount, whyle it pursues

Things unattempted yet in prose or rhyme.

Tret d'Oliver Twist, 1838, per Charles Dickens

The evening arrived: the boys took their places; the master in his cook's uniform stationed himself at the copper; his pauper assistants ranged themselves behind him; the gruel was served out, and a long grace was said over the short commons. The gruel disappeared, the boys whispered each other and winked at Oliver, while his next neighbours nudged him. Child as he was, he was desperate with hunger and reckless with misery. He rose from the table, and advancing, basin and spoon in hand, to the master, said, somewhat alarmed at his own temerity—
"Please, sir, I want some more."
The master was a fat, healthy man, but he turned very pale. He gazed in stupefied astonishment on the small rebel for some seconds, and then clung for support to the copper. The assistants were paralysed with wonder, and the boys with fear.
"What!" said the master at length, in a faint voice.
"Please, sir," replied Oliver, "I want some more."
The master aimed a blow at Oliver's head with the ladle, pinioned him in his arms, and shrieked aloud for the beadle.

1. 
2. 
3. 
4. 
5. 
6. 
7. 
8. 
9. 
10. 
11. 
12. 
13. 
14. 
15. 
16. 

- American Heritage Dictionary A full-scale dictionary emphasising the earliest theoretical Proto-Indo-European origins of English words, including an interactive list of Proto-Indo-European roots.
- Project Gutenberg's Beowulf translation by Francis Gummere Arxivat 2005-09-29 a Wayback Machine.
- John C. Wells. Accents of English.  Cambridge: Cambridge University Press, 1982. ISBN 0-521-22919-7 (vol. 1), ISBN 0-521-24224-X (vol. 2), ISBN 0-521-24225-8 (vol. 3).
- EnglishClub.com - A short history of the origins and development of the English language
- An Anglo-Saxon Dictionary The largest dictionary covering the earliest stages of the English language.
- Catto, Jeremy, "Written English; The Making of the Language 1370-1400," Past and Present, no. 179, May 2003, pp. 24–59.
- Elly van Gelderen, A History of the English language Arxivat 2009-12-12 a Wayback Machine.
- Fausto Cercignani. Shakespeare's Works and Elizabethan Pronunciation.  Oxford: Clarendon Press, 1981. ISBN 978-0198119371.
- Scott Shay. The History of English: A Linguistic Introduction.  Washington: Wardja Press, 2008. ISBN 0615168175.
- «A Manual of Etymology: Containing Latin & Greek Derivatives : with a Key ... - Anne C. Webb - Google Llibres». «An Etymology of Latin and Greek - Charles Storrs Halsey - Google Llibres». «Latin Stems and English Derivatives: For Second Year Latin - Madge De Vore - Google Llibres». «The student's manual complete; an etymological vocabulary of words derived ... - Richard Harrison Black - Google Llibres». English etymologies for students of Latin and Greek (public domain and on Google Books)

A Wikimedia Commons hi ha contingut multimèdia relatiu a: Història de la llengua anglesa

- English Paleography Examples for the study of English handwriting from the 16th-18th centuries from the Beinecke Rare Book and Manuscript Library at Yale University